# 托滕基希爾山
47°34′12″N 12°18′43″E / 47.57000°N 12.31194°E

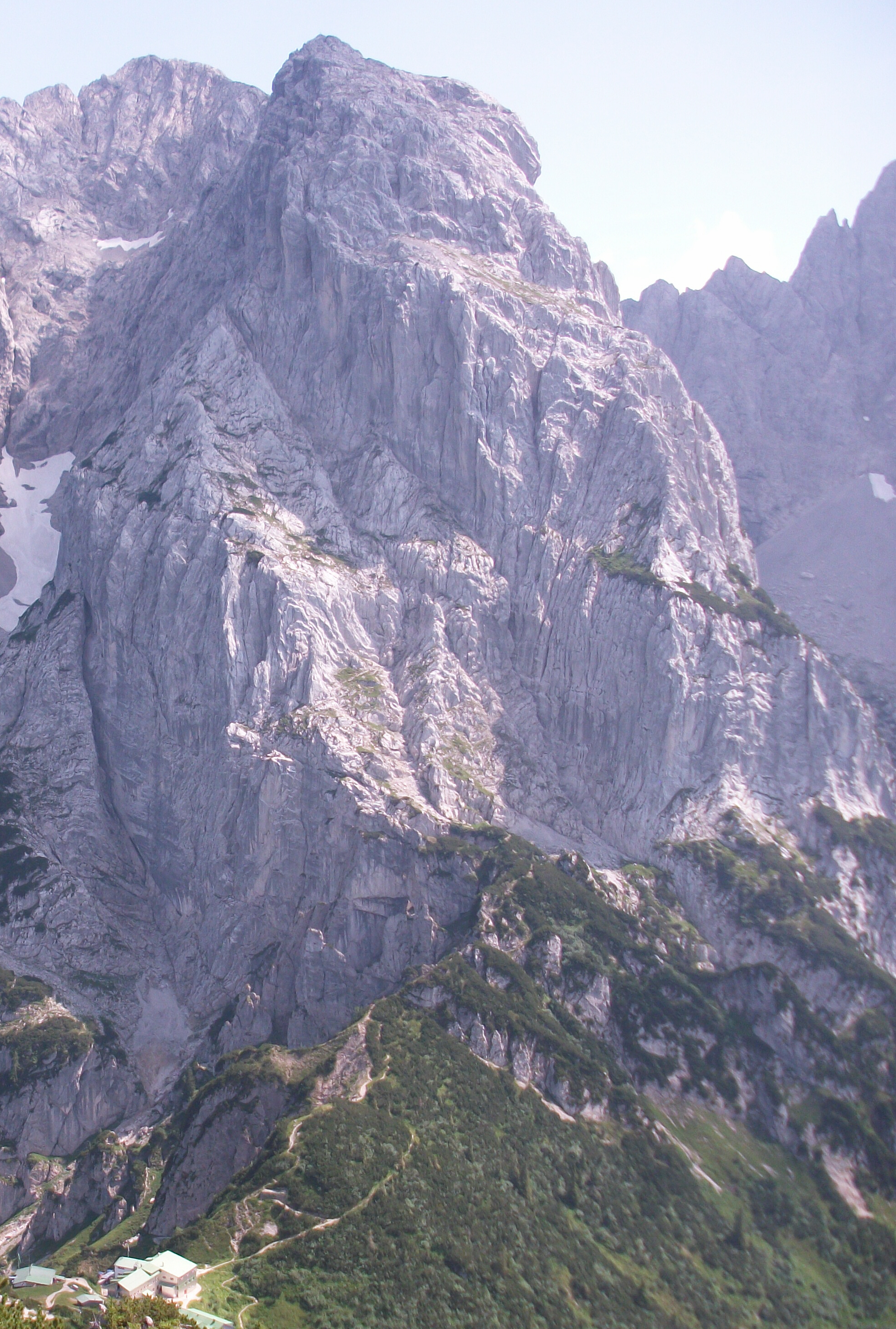

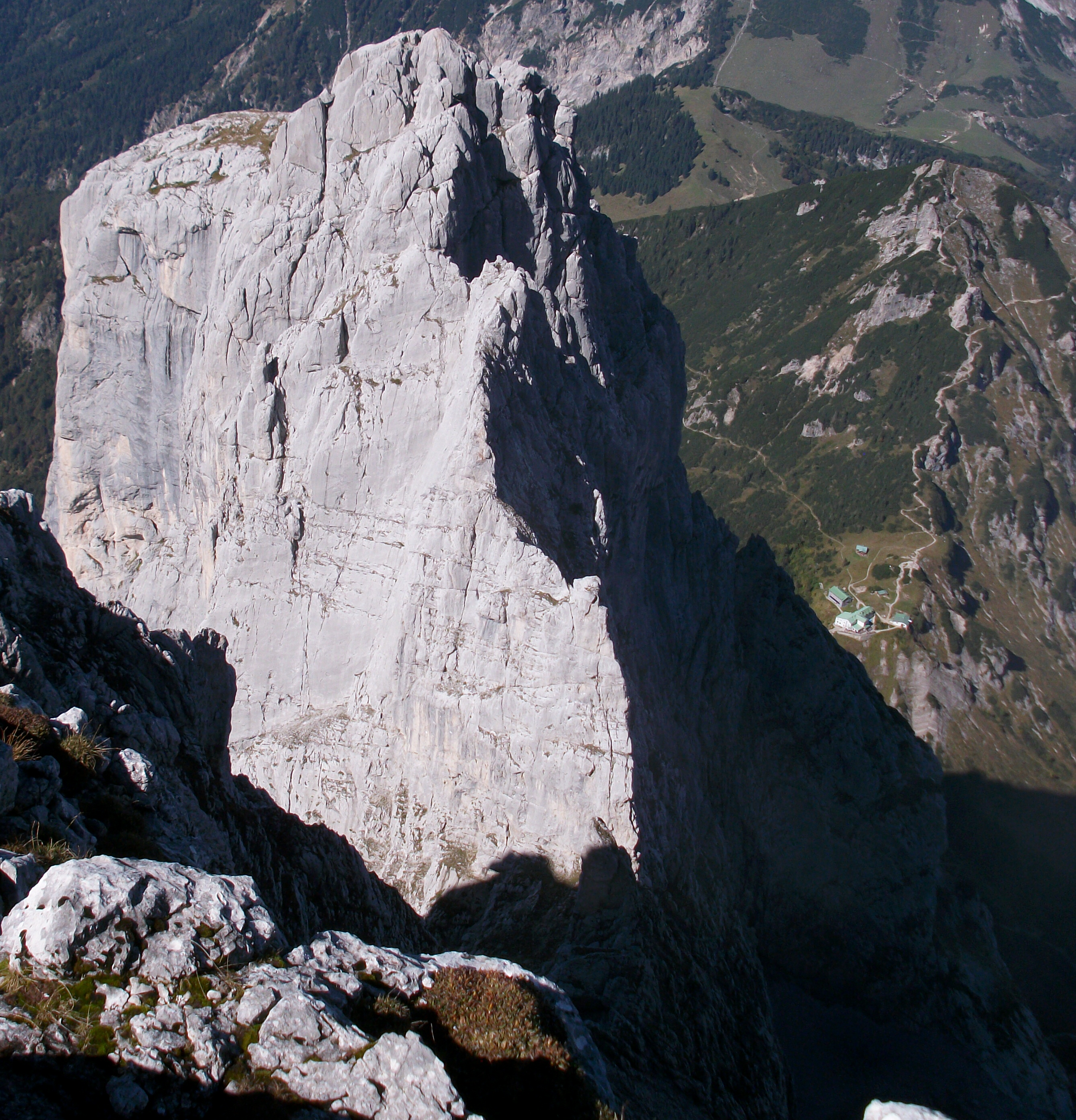

托滕基希爾山（德語：Totenkirchl），是奧地利的山峰，位於該國西部，由蒂羅爾州負責管轄，屬於皇帝山脈的一部分，距離卡爾峰0.3公里，海拔高度2,190米。